# Neoterebra churea
Neoterebra churea é uma espécie de gastrópode do gênero Neoterebra, pertencente a família Terebridae.